# Stéphanie Riso
Pour les articles homonymes, voir Riso.
Stéphanie Riso née le 27 février 1976 dans les Alpes-Maritimes, est une haute fonctionnaire française de l'Union européenne. 

## Biographie et carrière
Après des études orientées vers l'économie et la finance internationales, et un bref passage au sein de CPR Bank, elle est engagée en mai 2000 au sein de l'unité "Économie de la zone euro" à la direction "Macroéconomie de la zone euro et de l'Union européenne" à la direction générale des affaires économiques et financières de la Commission européenne (DG ECFIN).
De septembre 2007 à février 2010, elle est membre du cabinet du commissaire européen aux Affaires économiques et monétaires de Joaquín Almunia. Puis de février 2010 à septembre 2011, elle est cheffe de cabinet adjointe de ce même commissariat, passé sous la responsabilité de Olli Rehn. De septembre 2011 à avril 2015, elle devient cheffe de l'unité "politiques fiscales et surveillance". De mai 2015 à octobre 2016, elle est cheffe de l'unité "cadre financier pluri-annuel".
La « task force » chargée de la négociation du Brexit fait d'elle la conseillère principale de Michel Barnier d'octobre 2016 à décembre 2019. De décembre 2017 à décembre 2019, elle assure également la direction de la stratégie au sein de cette "task force".
De décembre 2019 à février 2023, elle occupe le poste de Cheffe de cabinet adjointe au sein du cabinet de la présidente de la Commission européenne Ursula von der Leyen.
En 2017 elle est classée par Politico parmi les vingt "women who shape Brussels (« femmes qui façonnent Bruxelles »)". En 2023, elle est classée par le même media cinquième dans la liste des  "top 40 influencers" à Bruxelles (les 40 personnes avec le plus d'influence).
Son apport à la négociation du Brexit est généralement loué par les médias,,.
Début décembre 2020, la présidente de la Commission la dépêche à Londres pour "accélérer les négociations",. En 2024, le premier ministre britannique, Rishi Sunak, lui offre un cadeau d'anniversaire lors des ultimes negotiations sur Brexit pour la remercier de son travail.
Elle est ensuite chargée par celle-ci de conduire les négociations entre l'Union européenne et la Suisse relatives à l'établissement d'un nouvel accord-cadre institutionnel, jusqu'à ce qu'à ce que le Conseil fédéral suisse y mette un terme le 26 mai 2021.
Le 16 février 2023, la Commission européenne la nomme à la tête de la direction générale du Budget (DG BUDG).

### Infographie
- 6MEDIAS, « Brexit : l'intégralité de l'accord publié », sur Capital (magazine), 26 décembre 2020 (consulté le 28 décembre 2020)
- Catherine Chatignoux, Julie Chauveau, Romain Gueugneau et Gabriel Grésillon, « Brexit : ce que contient le nouvel accord de commerce et de coopération », sur Les Echos, 27 décembre 2020 (consulté le 28 décembre 2020)